# Schloss Fürstenried

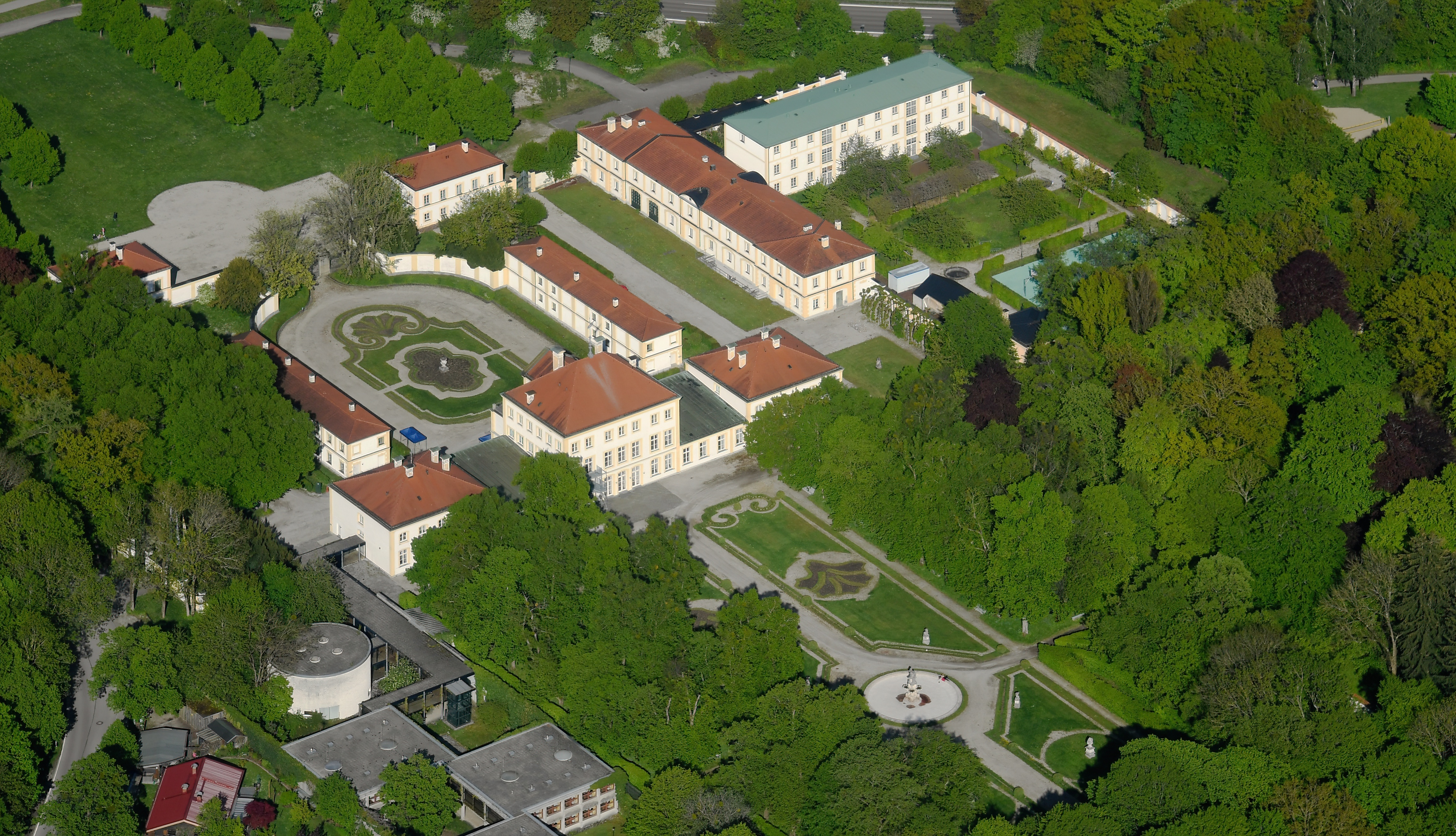
Luftbild von Schloss und Schlosspark Fürstenried

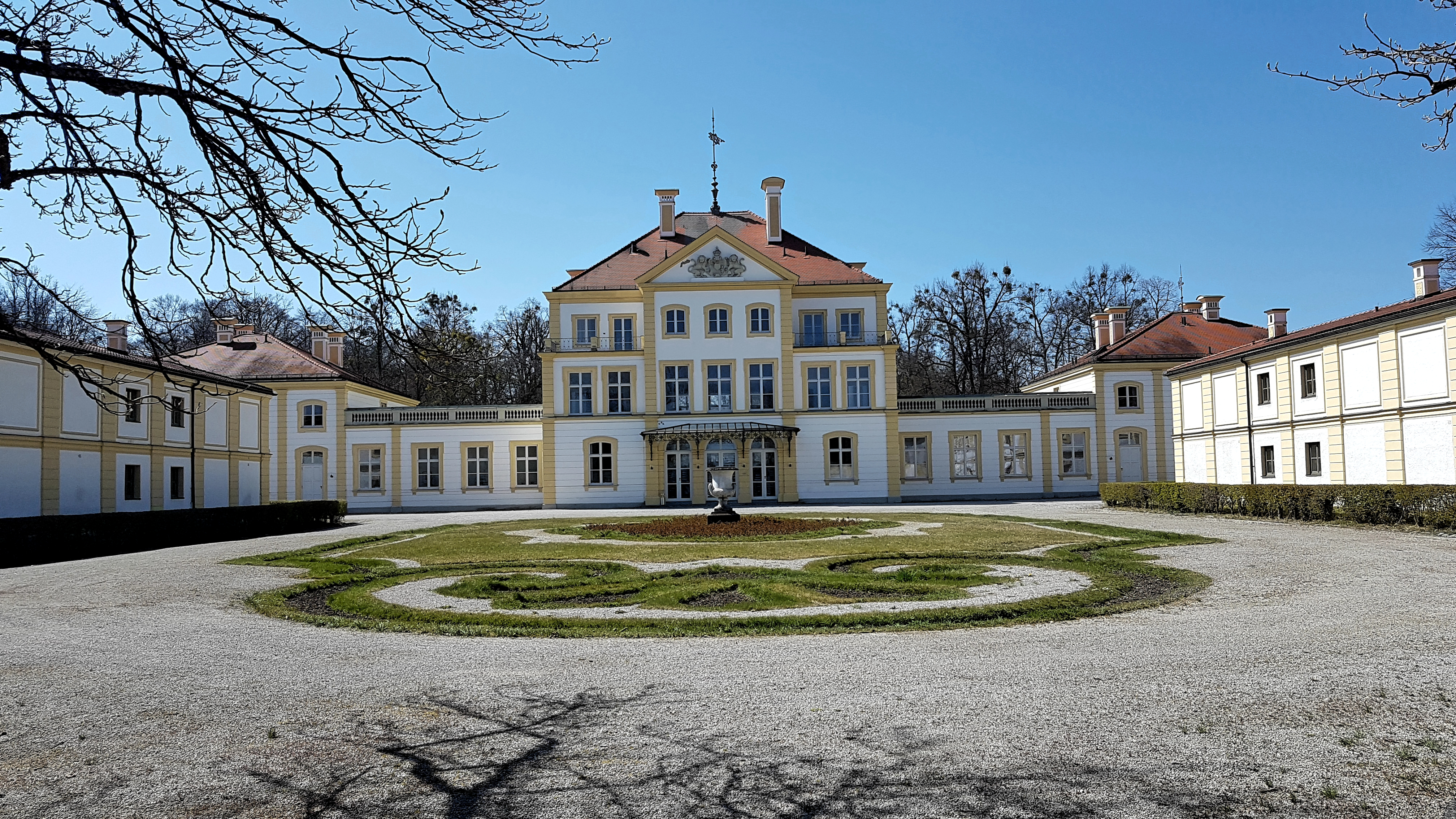
Schloss Fürstenried, Eingangsseite

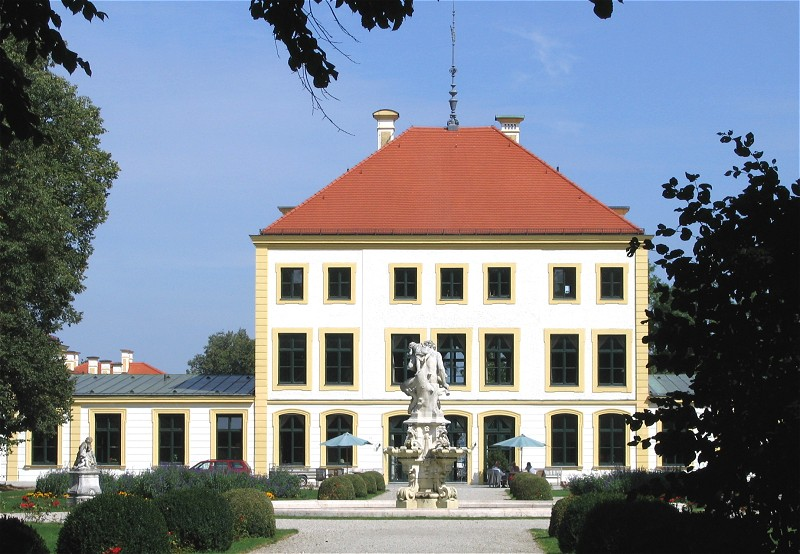
Schloss Fürstenried, Gartenseite

Das Schloss Fürstenried ist ein ehemaliges Jagdschloss in München. Der bayerische Kurfürst Max Emanuel ließ es in den Jahren zwischen 1715 und 1717 erbauen. Von 1883 bis 1916 war es Sitz des regierungsunfähigen Königs Otto. Seit 1925 wird es als Exerzitienhaus des Erzbistums München und Freising genutzt.
Die symmetrische barocke Schlossanlage besteht aus einem Hauptpavillon, zwei durch Galerien mit ihm verbundene Nebenpavillons sowie weiteren Gebäuden. Während die Innenräume der Schlossanlage durch mehrfachen Umbau ihren historischen und künstlerischen Wert verloren haben, stellt der Garten eine äußerst seltene Synthese aus barocker Gestaltung und dem Zeitgeschmack der zweiten Hälfte des 19. Jahrhunderts dar. 
Schloss Fürstenried ist als Baudenkmal und zusammen mit seiner Umgebung auch als Ensemble in die Bayerische Denkmalliste eingetragen. Das Ensemble Schloss Fürstenried mit Umgebung umfasst neben Schloss und Schlosspark auch die auf das Schloss zuführende Forst-Kasten-Allee sowie ein ehemals zum Schloss gehöriges Wirtschaftsgebäude. Zudem wird die Anlage als Bodendenkmal unter der Aktennummer D-1-7934-0283 im Bayernatlas als „untertägige mittelalterliche und frühneuzeitliche Befunde im Bereich der ehem. Schwaige Poschetsried und dem kurfürstlichen Jagdschloss Fürstenried mit zugehörigem Wirtschaftshof und barocken Gartenanlagen“ geführt. 

## Lage

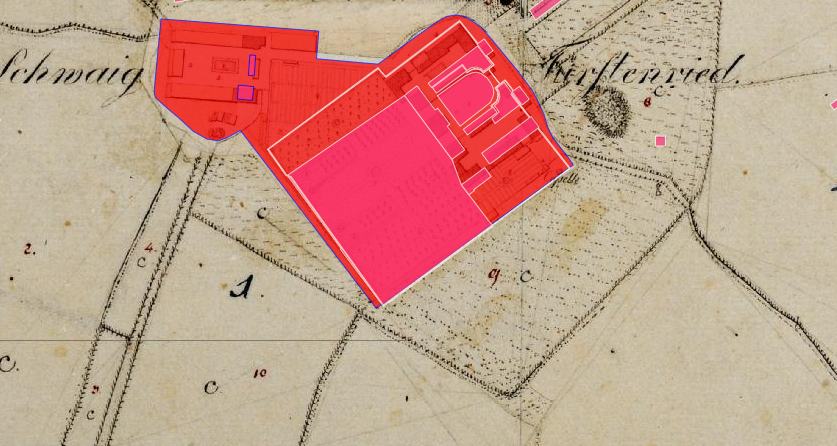
Lageplan von Schloss Fürstenried auf dem Urkataster von Bayern

Schloss Fürstenried liegt im Südwesten Münchens im Stadtbezirk 19 Thalkirchen-Obersendling-Forstenried-Fürstenried-Solln. Es ist der historische Kern des vorwiegend in den 1960er Jahren entstandenen Stadtteils Fürstenried. Östlich des Schlosses macht die stadtauswärts auf das Schloss zulaufende Bundesautobahn 95 einen Knick nach Süden. Dadurch bildet das Schloss einen optischen Abschluss des ersten Autobahnabschnitts. Nördlich des Schlosses liegt der neue Teil des Waldfriedhofs, südwestlich die Siedlung Fürstenried West und südöstlich jenseits der Autobahn die Siedlung Fürstenried Ost. 
Das Schloss liegt auf einer Siedlungsterrasse, die gegenüber dem Bodenniveau der Münchner Schotterebene etwas erhöht ist. Ursprünglich ländlich inmitten Feldern gelegen, war es durch diese hervorgehobene Lage weithin sichtbar. 

## Geschichte

### Anfänge

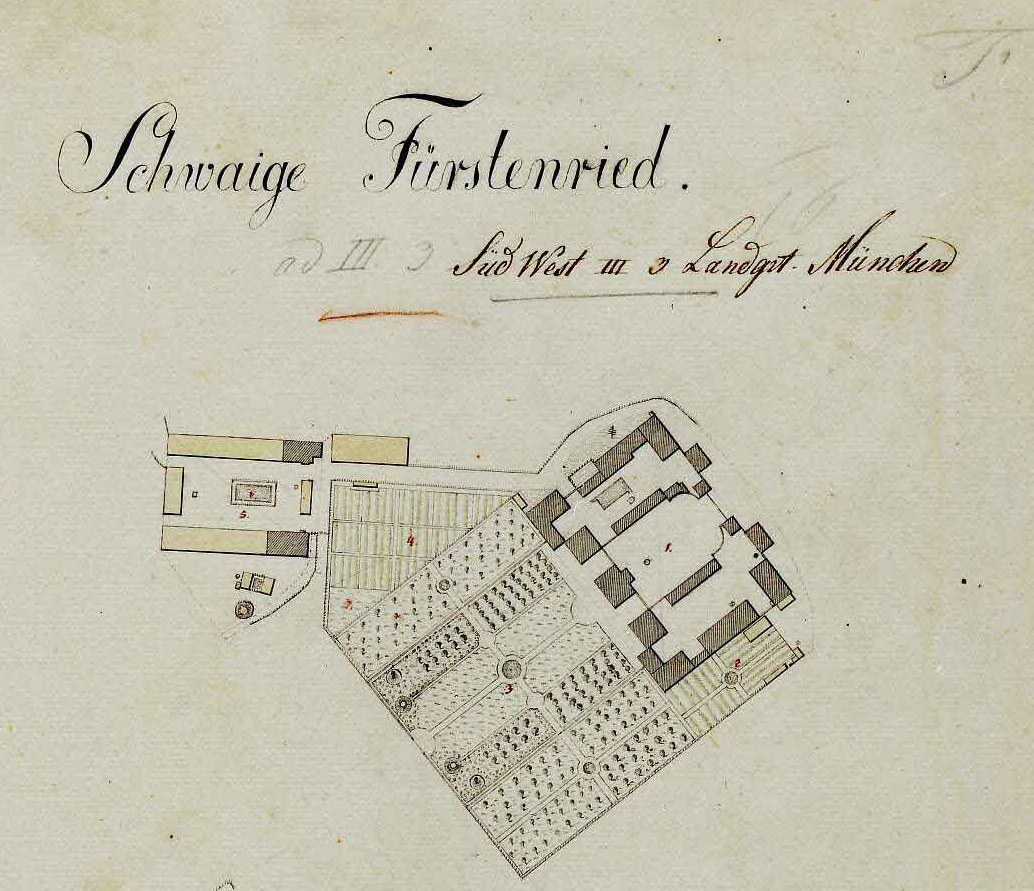
Schloss und Schwaige Fürstenried, Karte von 1809

An der Stelle des heutigen Schlosses lag eine Poschetsried genannte Siedlung, die erstmals 1194 als Parchalchesried (Barschalk=minderfreier Mann und Ried=Rodung) erwähnt wurde und die seit 1593 im Besitz der Familie von Hörwarth war. Nach der 1687 begonnenen Umgestaltung des Forstenrieder Waldes zu einem jagdtauglichen Park erwarb Kurfürst Maximilian Emanuel 1715 die Schwaige Poschetsried mit einem Herrenhaus von Ferdinand Joseph von Hörwarth und ließ das Herrenhaus von seinem Hofbaumeister Joseph Effner zu einem Jagdschloss umbauen.

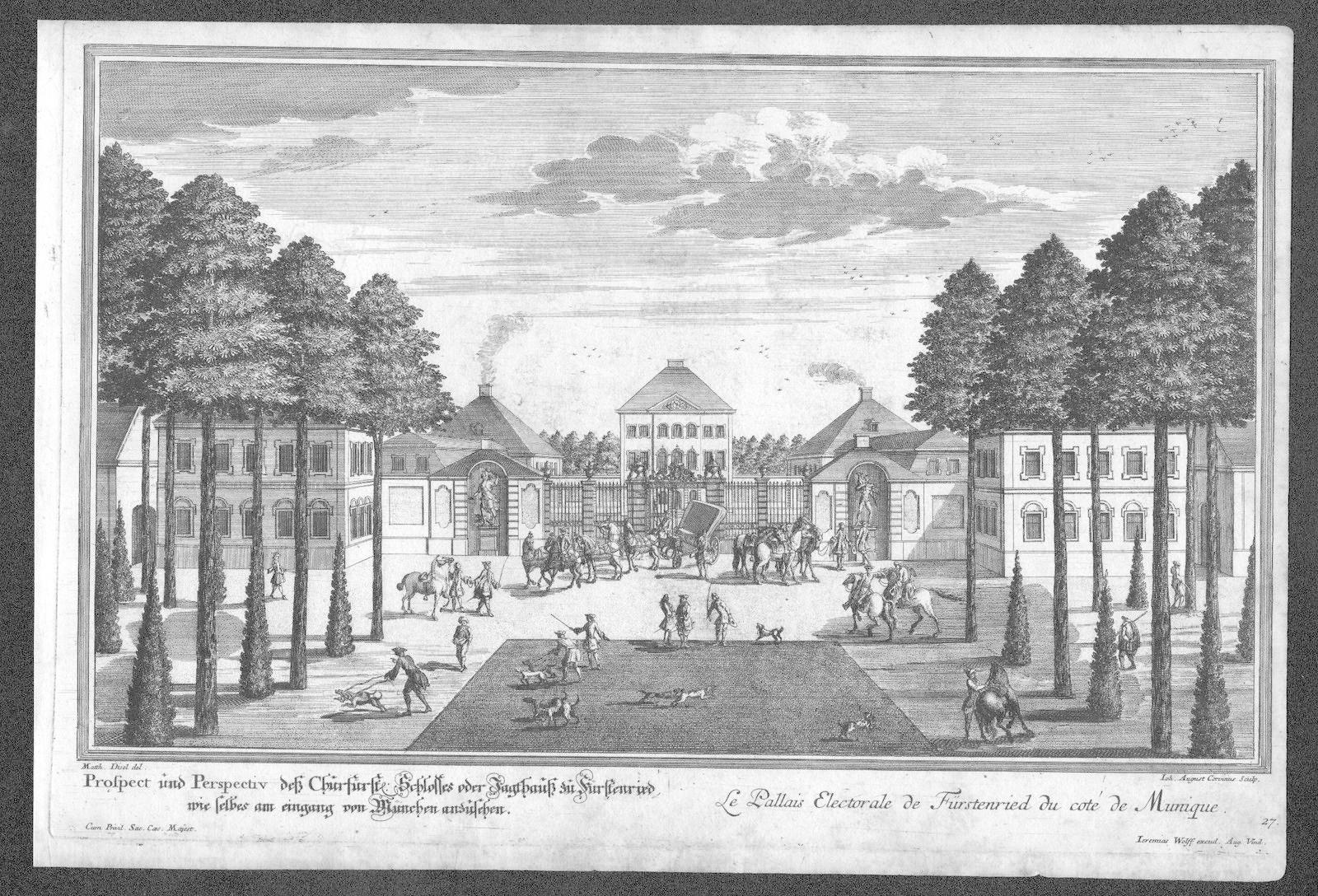
Schloss Fürstenried, Kupferstich nach Matthias Diesel, 1717

„Darüber hinaus wurde die Umgebung von Kurfürst Max Emanuels Schlössern mit der Anlage von Alleen aus Schwarzpappel und Pflanzungen von Schwarzkiefern strukturiert. So sollte der den Pinien ähnliche Wuchs der Schwarzkiefer zusammen mit den Schwarzpappeln eine mediterrane Atmosphäre schaffen und das umliegende Ackerland optisch aufwerten (…)“.

### Sichtachse mit Auffahrtsalleen
Um eine herrschaftliche Auffahrt zu ermöglichen, wurde im frühen 18. Jahrhundert eine Allee zwischen Schloss Nymphenburg und Schloss Fürstenried (die heutige Fürstenrieder Straße) als kilometerlanger Verbindungsweg angelegt. Eine weitere, kilometerlange mit Linden gesäumte Trasse entstand zur gleichen Zeit zwischen dem Dorf Mittersendling und Schloss Fürstenried. Als die Alleen geschaffen wurden, war diese Art der kilometerlangen gereihten Baumpflanzung in Altbayern weitgehend unbekannt. Die imposante Allee von Mittersendling zum Schloss Fürstenried war zudem besonders lang. Ihre Bedeutung zeigt sich in ihrer Doppelreihigkeit und dem ursprünglich dazwischenliegenden Tapis vert. Als point de vue wirkt vordergründig der nördliche Turm der Frauenkirche. Möglicherweise wurde bei der Erbauung des Schlosses Fürstenried auch die unmittelbar seitlich hinter dem Frauenturm gelegene Münchner Residenz anvisiert. Neben der kilometerlangen Sichtachse zeugte das Tapis vert als „grüne Rasenteppich“ vom Macht und Reichtum. Hier war keine Wiese, die abgeweidet werden konnte (damals die Norm). Hier handelte es sich um eine äußerst kostbare Fläche, die im Sommer alle paar Tage noch im Morgentau mit Sensen gemäht werden musste. Um sie durch nichts zu verunstalten, wurden zuvor Regenwürmer und Schnecken mit Geißeln weggeschnippt. Die Gärtner mähten dann im Pulk zweimal nacheinander die Flächen mit Sensen. Die Wirkung war edler (und kostenintensiver im Erhalt) als jedes mit Blumen bepflanzte Teppichbeet, da Rasenmäher erst im 19. Jahrhundert erfunden wurden. 
1935 begannen die Nationalsozialisten mit der Zerstörung, indem sie den Grünstreifen zwischen den beiden Alleen mit der vierspurigen „Olympia-Straße“ (heute Autobahn München-Garmisch A 95) überbauten. Die historische Sichtachse wurde beim Streckenverlauf aufgenommen, waren doch die Planer um Fritz Todt bemüht, landschaftlich Reizvolles einzubinden. Derzeit führt trotz der mittlerweile dichten umliegenden Bebauung immer noch eine knapp 1000 Meter lange Sichtachse frontal auf Schloss Fürstenried zu, die immer noch zu beiden Seiten von doppelreihigen Lindenalleen gesäumt wird. Ohne Berücksichtigung des Denkmalschutzes erhielt diese Sichtachse Anfang 2017 eine starke Beeinträchtigung durch eine überdimensionale unsensibel angebrachte Beschilderung.

### Wasserversorgung
Das Schloss wurde über eine Wasserleitung der ehemaligen Königlichen Hofbrunnwerke, die von Großhesselohe an der Isar entlang eines später zur Hofbrunnstraße ausgebauten Feldwegs in Solln führte, mit Wasser versorgt.

### Jagd- und Lustschloss

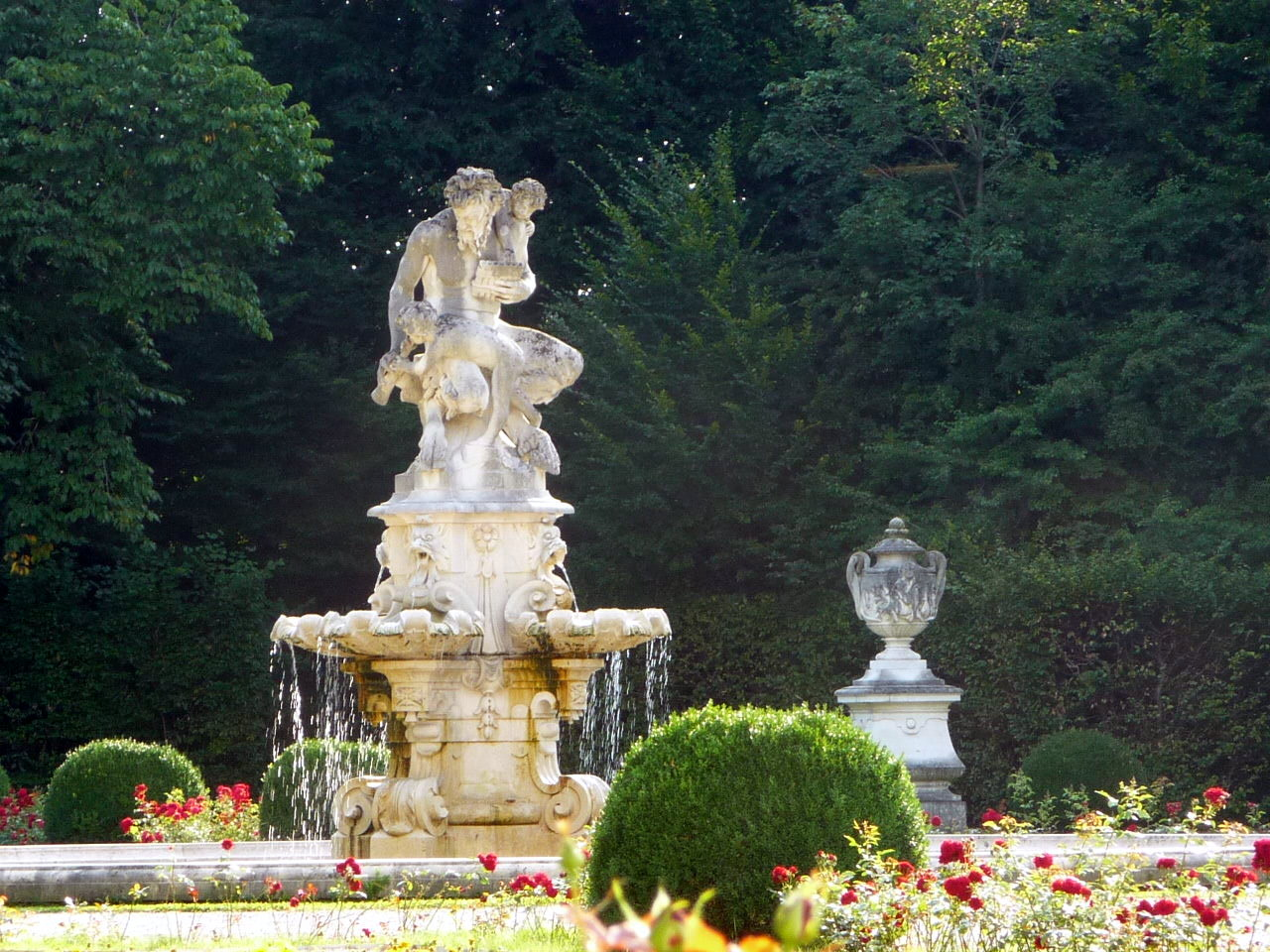
Die Brunnenskulptur eines Fauns ziert den barocken Teil des Gartens von Schloss Fürstenried

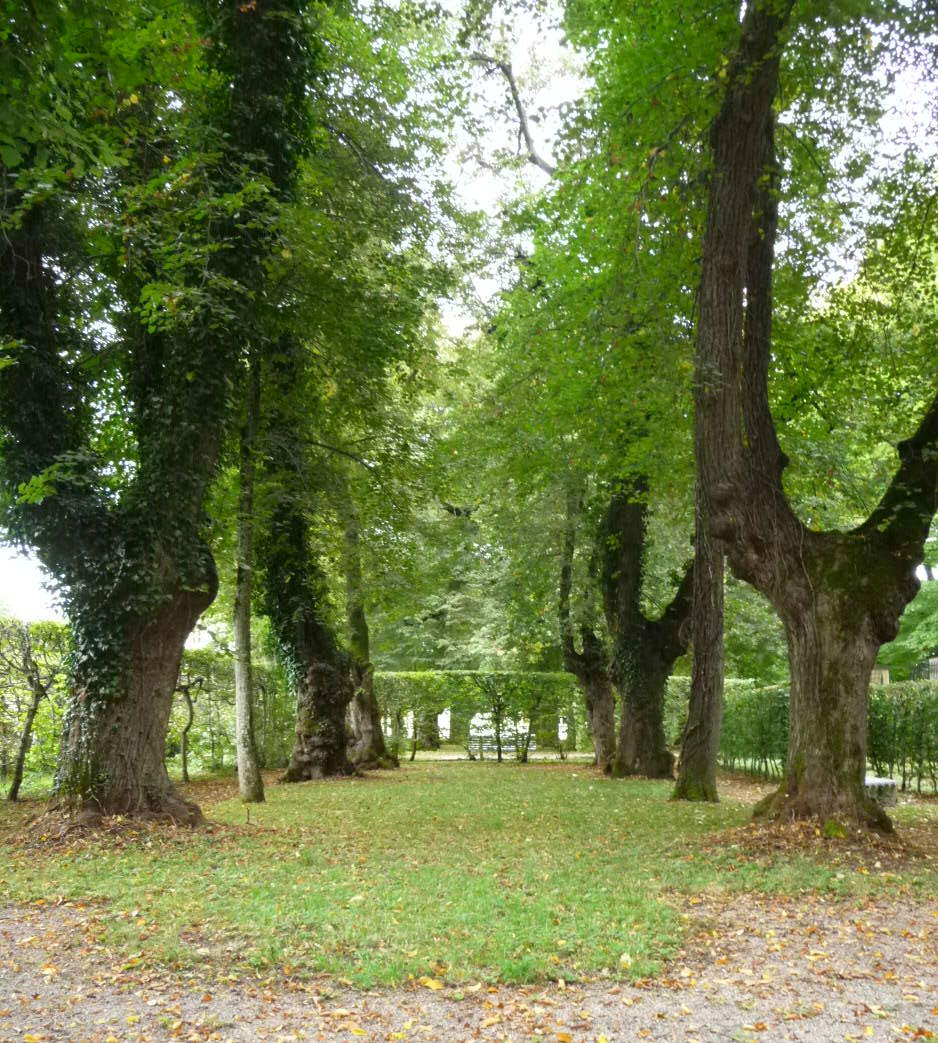
Alte Linden säumen eines der beiden Gartenkabinette von Schloss Fürstenried

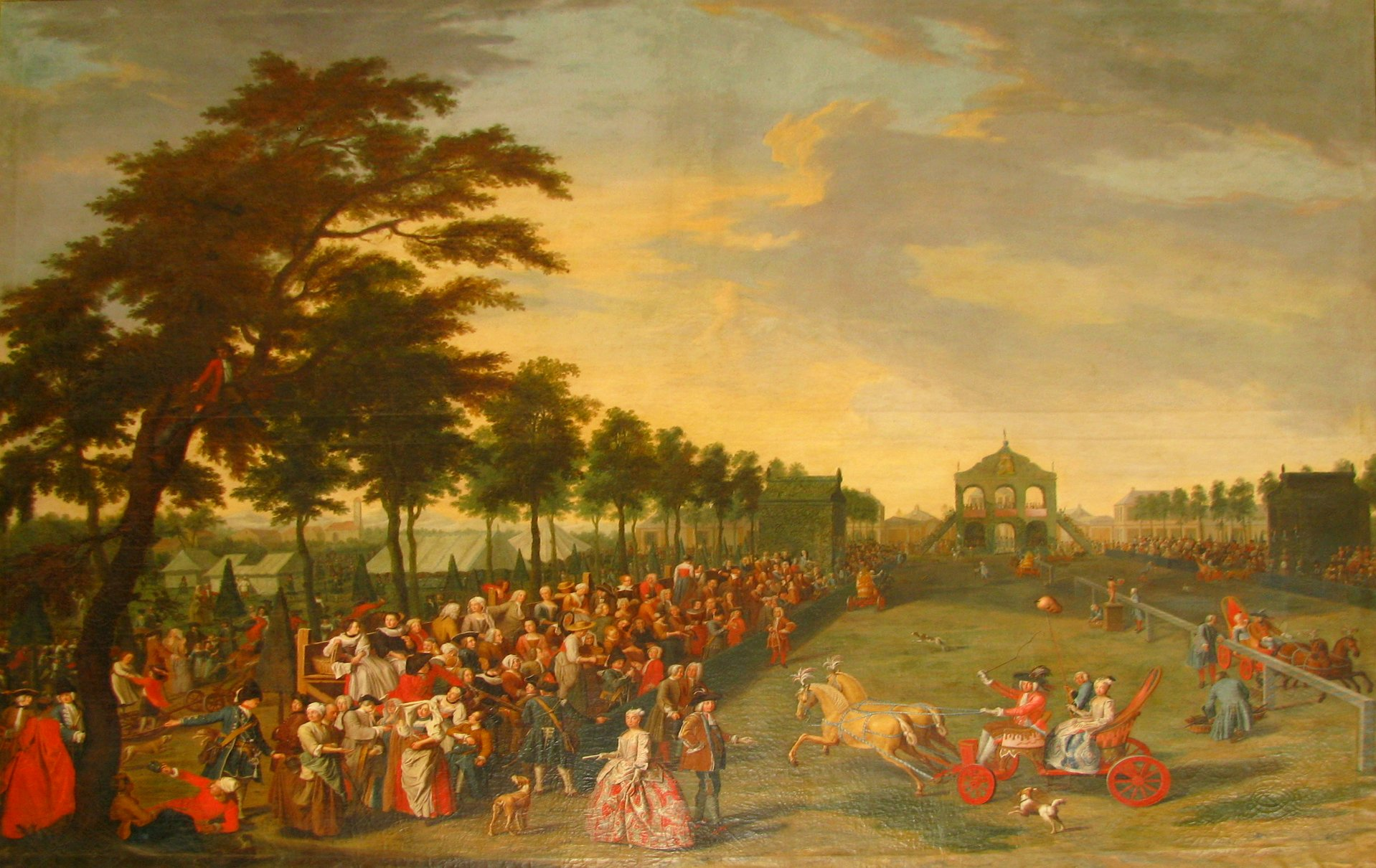
Karussellrennen bei Schloß Fürstenried,
mit Maria Amalia, kutschiert von Karl Albrecht; Gemälde von Peter Jakob Horemans

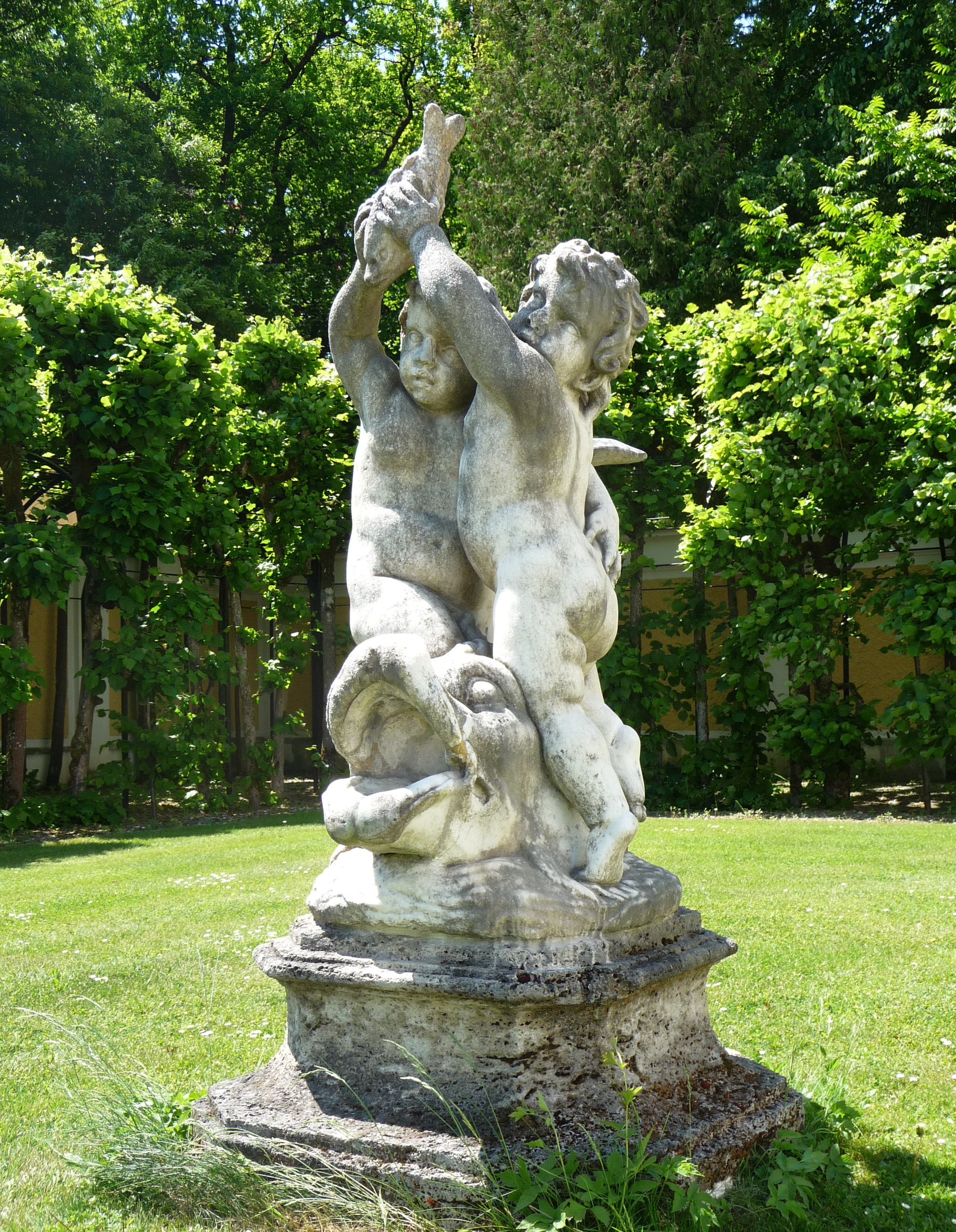
Der Bildhauer Dominikus Auliczek schuf 1778 diese Puttengruppe als Brunnenfigur für den Garten von Schloss Fürstenried

In den Jahren zwischen 1715 und 1717 wird im Auftrag von Max II. Emanuel durch Hofbaumeister Joseph Effner das bereits bestehende Herrenhaus, das mitten im damals genannten Hirschjagdpark lag, als Jagd- und Lustschloss mit einem Barockgarten umgestaltet und vergrößert. In Fürstenried umbenannt, diente es während des 18. Jahrhunderts als Zentrum für repräsentative Hofjagden.
Im Jahre 1727, zur Geburt des Kurprinzen Max III. Joseph, geht das Schloss als Kindbettgeschenk an die Kurfürstin Maria Amalie von Österreich, die Gemahlin des späteren Kaisers Karl Albrecht, des Sohnes und Nachfolgers von Kurfürst Max II. Emanuel.
Von 1777 bis zu ihrem Tod 1797 diente das Schloss dann der Kurfürstin Maria Anna Sophia von Sachsen, der Gemahlin von Max III. Joseph, nach dessen Tod als Witwensitz. Bereits kurz vor dem Tod der Kurfürstin begann der endgültige Niedergang ihres Besitzes. Denn im September 1796 war München von der französisch-republikanischen Armee umzingelt, die gegen die österreichisch-kaiserlichen Truppen kämpften. Dabei wurde auch Schloss Fürstenried gebrandschatzt.

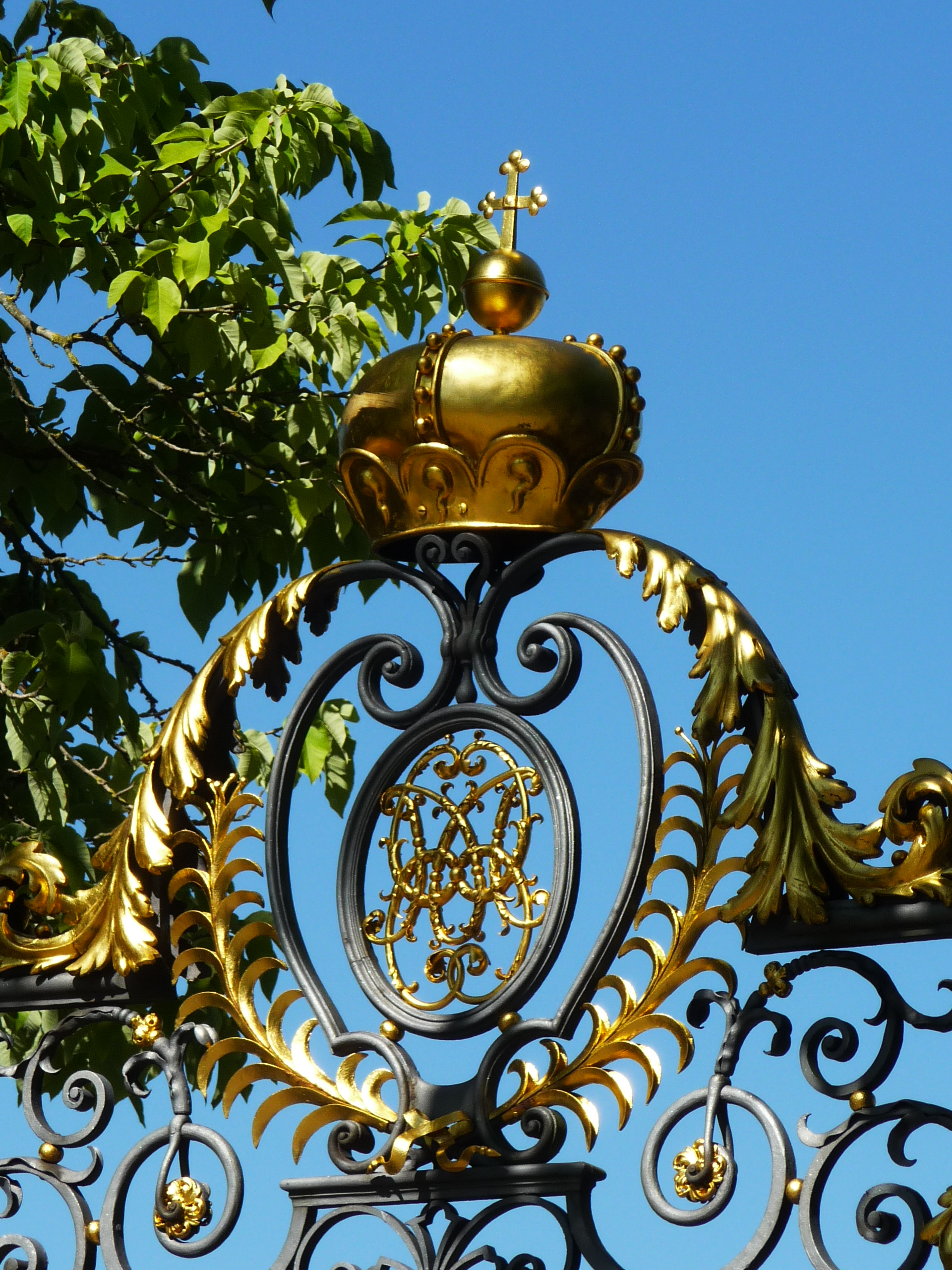
Schmiedeeisen ziert als fürstliches Entrée das Tor zu Schloss Fürstenried.

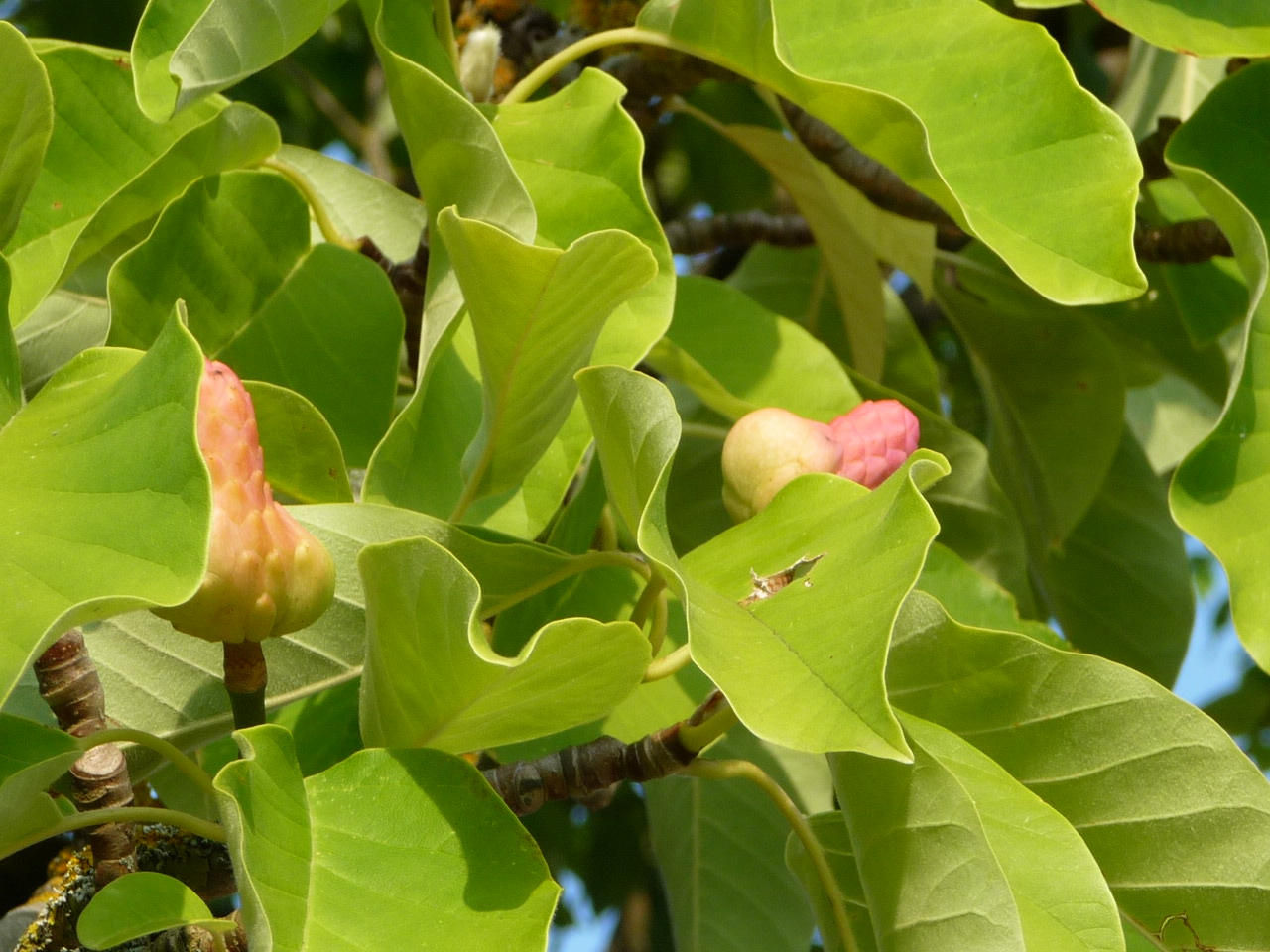
Seltene, wertvolle, exotische „Gurkenmagnolien“, hier mit ihren Fruchtständen, säumen repräsentativ das Eingangstor von Schloss Fürstenried

### Nutzung als Ordens-, Schul- und Militärdomizil
1798 wurde das Schloss vorübergehend zu einem Asyl für einige aus Frankreich geflohene Trappistinnen. In der Zeit vom 3. Oktober bis 24. Oktober 1800 waren der französische Oberst Litay und sein ganzer Tross im Schloss einquartiert. In den Jahren 1801 bis 1804 wurde das neu organisierte Artilleriecorps unter der Führung des Majors von Heinrichen in den Gebäuden von Fürstenried kaserniert. Mit diesen Einquartierungen zu Beginn des 19. Jahrhunderts wurden alle kostbaren Gegenstände, wie Möbel und Gemälde, entfernt. Das Schloss stand leer, der Garten verödete.
Mit Einführung der allgemeinen Schulpflicht in Bayern durfte ein Nebengebäude des Schlosses aufgrund der Großzügigkeit von König Max Joseph I. als erstes Schulhaus für die umliegenden Dörfer Forstenried und Großhadern in den Jahren 1805 bis 1824 genutzt werden.
Ab 1820 wurde weiteres Militär, eine Garnison der Reitenden Artillerie einquartiert, das ab 1849 vom Feldartillerieregiment Königin abgelöst wurde. Während des Deutschen Krieges 1866 und des Deutsch-Französischen Krieges 1870/71 wurde das Schloss als Lazarett genutzt.

### Königsresidenz
Nach Jahren der erfolglosen Behandlung wurde für den kranken Prinzen Otto von Bayern ein ruhiges Schloss zum dauernden Aufenthalt gesucht, da dessen Bruder, König Ludwig II. seine Unterbringung in einer psychiatrischen Anstalt ablehnte. Die Wahl fiel auf Schloss Fürstenried. Damals noch ländlich und relativ fern der Münchner Stadtgrenze gelegen, konnte hier ein ruhiger Aufenthaltsort geschaffen werden. Im Jahre 1881 erfolgte der Ankauf des Schlosses, das von der königlichen Zivilliste an die Vermögensverwaltung des Prinzen Otto verkauft wurde. Fürstenried war ab diesem Zeitpunkt dessen Privateigentum. Für ein Vielfaches der Kaufsumme wurde der Besitz in der folgenden Zeit an die Bedürfnisse des Kranken angepasst. Otto, der 1886 nach dem Tod Ludwigs II. nominell zum König erklärt worden war, war bis zu seinem Tod in Schloss Fürstenried untergebracht. Schloss Fürstenried wurde so zum Domizil des Königs von Bayern. Zur Sicherung wurden hohe Mauern um das Schlossareal angelegt. Dennoch war das Schloss keine triste Anstalt, sondern trotz einiger damals noch rabiaten Behandlungsmethoden eine äußerst luxuriöse Unterbringung mit prächtigen Sälen, wo Otto isoliert mit seinem Hofstaat lebte.
Bereits seit der Eingemeindung von Forstenried im Jahre 1912 lag das Schloss im Stadtgebiet von München. Am 11. Oktober 1916 starb Otto im Schloss.

### Erneute Nutzung als Militärlazarett und Ausbau als Exerzitienhaus
Nach dem Ersten Weltkrieg diente das Schloss zunächst erneut als Lazarett.
Ab 1925 diente das Schloss als Exerzitienhaus des Bistums München und Freising. Von 1927 bis 1957 war hier das Erzbischöfliche Spätberufenenseminar St. Matthias untergebracht, bevor es ins 30 Kilometer südlich gelegene Wolfratshausen-Waldram verlegt wurde. Das Schlossareal wurde 1929 mittels der Katholischen Kirchenstiftung Fürstenried von der Erzdiözese erworben. 1931 und 1932 wurde in den Mittelpavillon des Schlosses, im ehemaligen „Weißen Saal“ eine Kapelle eingebaut.
Während des Zweiten Weltkriegs wurde das Schloss ab 1942 wiederum als Lazarett, und nach Kriegsende erneut als Exerzitienhaus genutzt. Die Theologische Fakultät der Ludwig-Maximilians-Universität und das Priesterseminar Georgianum nutzten das Schloss von 1947 bis 1949 als Ausweichquartier. In dieser Zeit studierte auch der spätere Papst Joseph Ratzinger in Fürstenried.
Von 1972 bis 1976 und von 2002 bis 2010 wurde die gesamte Anlage von Claus und Forster umgebaut und modernisiert.

## Heutige Nutzung und Innenausstattung
Das Schloss dient weiterhin als Exerzitienhaus, als schulpastorales Zentrum sowie als Tagungs- und Beherbergungsbetrieb der Erzdiözese München und Freising. 
Von der einst reichen Innenausstattung hat sich nur der umlaufende Wandfries des Blauen Kabinetts im zweiten Obergeschoss des Hauptbaus erhalten. Heute wird er als Tagungsraum genutzt.

## Der Garten von Schloss Fürstenried

### Der Nutzgarten
Bereits im 18. Jahrhundert wurde im Nutzgarten von Schloss Fürstenried hochwertiges Gemüse und Tafelobst produziert. Die Hofgärtner brillierten in der Kunst, neben Alltäglichem auch rare Obst- und Gemüsesorten wie Spargel, Artischocken, Quitten und Pfirsiche heranzuziehen. Die damals beliebten Bohnen und Erbsen wurden in Frühbeeten beinahe rund ums Jahr kultiviert.
Diese Tradition wurde in der Zeit König Ottos wieder aufgenommen. Der geschützt gelegene Kulturgarten an der Südseite des sogenannten Remisenhauses ermöglichte frühe Ernten. Der Obstgarten, der im ehemaligen „Schimmelgarten“ untergebracht war, hatte einen Bestand an Spalier-, Busch- und Halbhochbäumen.

### Der Schwaigbetrieb
Der Schwaigbetrieb, also die Nutzung der zum Schlossbesitz gehörenden landwirtschaftlichen Flächen, brachte nur mäßige Gewinne. Um die mageren Böden besser zu bewirtschaften, wurde auch Schafhaltung betrieben. Seit 1829 wurden diese Äcker und Wiesen an verschiedene Pächter übergeben. 
Von den Gebäuden des ehemaligen Schwaighofs sind noch der ehemalige Süd- und Ostbau (Forst-Kasten-Allee 115) erhalten und stehen unter Denkmalschutz. Ein nördlich der Forst-Kasten-Allee liegender Bau aus dem 18. Jahrhundert musste wegen Baufälligkeit abgerissen werden. Er wurde in den 1980er-Jahren unter Wahrung der alten Silhouette neu errichtet und beherbergt seitdem eine beliebte, stark frequentierte Gaststätte.

### Der königliche Garten
Nachdem Schloss Fürstenried 1881 in das Eigentum von Prinz Otto gekommen war, wurde der Barockgarten hinter dem Schloss durch Carl von Effner, dem damaligen Hofgartenintendanten, nach den Plänen seines Vorfahren Joseph Effner rekonstruiert. In welchem desolaten Zustand der Garten zu Beginn der 1880er Jahre war, schildert dessen engster Mitarbeiter, Wilhelm Zimmermann: „Die einstigen Hecken waren größtenteils beseitigt, die kunstvoll verschlungenen Rabatten nebst den Wegen verschwunden. Das ganze Parterre bildete eine Wiese, und unter den ehrwürdigen, zum Teil enormen Linden hatte sich ein Waldteppich aus Immergrün, Farnen, Epheu, Anemonen, Schneeglöckchen etc. entwickelt.“
Carl von Effners großes Verdienst ist die Erhaltung der 110 Linden im Park und vielen weiteren entlang der beiden doppelreihigen Alleen, die die Sichtachse Richtung München flankieren. Dazu wurde ein behutsamer Rückschnitt durchgeführt und der Boden im Wurzelbereich ausgetauscht.

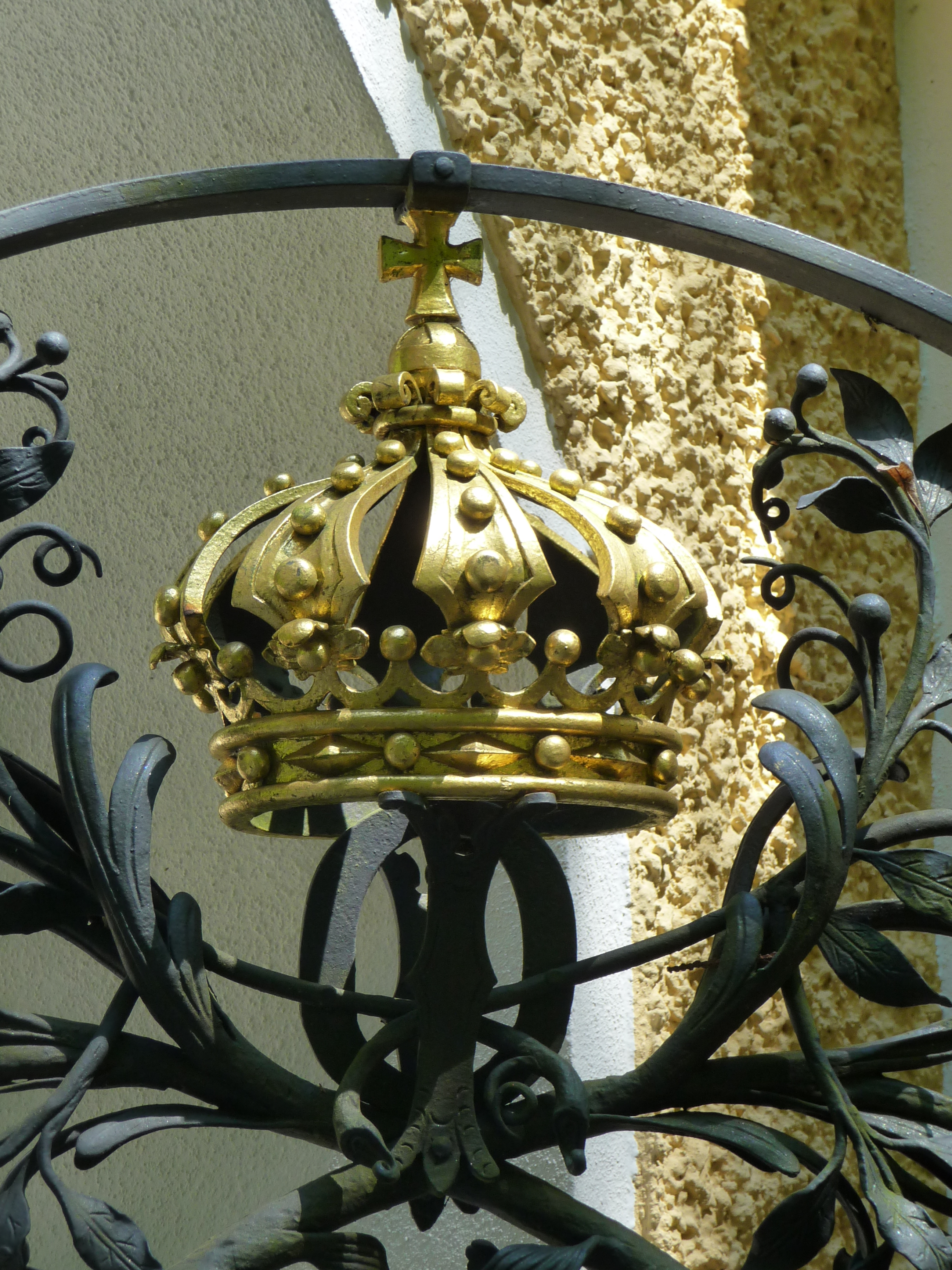
Die vergoldete Krone am Seitentor im Garten von Schloss Fürstenried erinnert heute noch an König Otto von Bayern.

Als Zugeständnis an den damaligen Zeitgeist wurden die heute noch teilweise vorhandenen, eisernen, mit Linden bepflanzten Laubengänge angelegt. Um dem kranken Bewohner Abwechslung zu bieten, schuf Effner Rosenrabatten, einen Wintergarten, ein Rosarium und einen immergrünen Garten. Die Darstellungen der vier Jahreszeiten des Bildhauers Carl Fischer, die heute den Monumentalbrunnen des Pan flankieren, waren zur Zeit König Ottos in den unterschiedlichen Gartenbereichen verteilt. Die steinerne Ziervase im Mittelhof steht immer noch an selber Stelle.
Südlich des alten Barockgartens wurde ein als verzichtbar erachteter Nutzgarten in eine „Englische Anlage“ umgestaltet. Die reiche Bepflanzung dieses Landschaftsparks aus der Zeit König Ottos ist heute noch in Resten vorhanden. Die Modellierung der Gehölzränder war Carl von Effner ein besonderes Anliegen. So flankierten „starke Sträucher, z. B. Crataegusarten oder den wegen seiner lockerischen malerischen Tracht stets zu bevorzugenden kleinblättrigen Flieder… die Lisiere.“
„Aus nahe liegenden Gründen hatte man den Gesamtbesitz mit hoher Mauer umgeben. Das Verlangen, dennoch Ausblick zu gewinnen, ließ daran denken, durch künstliche Terrainerhebung eine freie Umschau, ungestört durch die Umfriedung, zu Wäldern Dörfern und dem schönen Kranze der fernen Berge zu eröffnen.“ Die Erhebung wurde ursprünglich von einem „Schweizerhaus“, einem kleinen Holzhaus, gekrönt. Heute steht hier eine Kapelle. Das ehemalige „Hirschbassin“, im östlichen Bereich des Gartens wird heute von einer Figur des Bruder Konrad von Parzham geschmückt.
Der rund zwei Tagwerk große Landschaftsgarten sollte zu Spaziergängen einladen. Heute noch existieren hier Reste der von Wilhelm Zimmermann beschriebenen reichhaltigen Bepflanzung. So finden sich zwei alte schlitzblättrige Buchen, die ebenso wie die am Eingangstor befindlichen Gurken-Magnolien seltene dendrologische Kostbarkeiten darstellen.
„Nach dem Tode König Ottos wurden seine gesamten Vermögenswerte aufgelistet. So führt die Nachlassliste vom 7. Februar 1918 auch die Einrichtung des Hofgartens, Brunnenskulpturen, Bänke, Schweizer Haus, Pflanzen mit 14 558 Mark auf. Eine beachtliche Summe, wenn man die Abschreibung nach knapp 40 Jahren einbezieht.“
Noch im frühen 20. Jahrhundert galt der Garten von Schloss Fürstenried durch die Vielfalt seiner auch ausländischen Pflanzenbestände als eine botanische Sehenswürdigkeit.